# Super Bowl XXXIV
El Super Bowl XXXIV fue el partido de fútbol americano, que definió al campeón de la temporada 1999-2000 de la National Football League (NFL). 
Se disputó el 30 de enero de 2000 en el estadio Georgia Dome de la ciudad de Atlanta, Georgia, y enfrentó al campeón de la Conferencia Nacional (NFC) St. Louis Rams con el campeón de la Conferencia Americana (AFC) Tennessee Titans. 
El título quedó en manos de St. Louis Rams (23-16), por primera vez en su historia. La franquicia fundada en 1936 residió en tres ciudades de tres estados diferentes:
- Cleveland Rams (1936-1945)
- Los Ángeles Rams (1946-1994)
- St. Louis Rams (1995-2015)
- Los Ángeles Rams (2016-presente)

El equipo ubicado en Cleveland (Ohio) llegó en dos ocasiones al partido decisivo de la NFL. El 20 de enero de 1980, representando a la ciudad de Los Ángeles (California), en la Super Bowl XIV, cayeron ante los Pittsburgh Steelers, por 31 a 19. Veinte años después obtuvieron la corona del Super Bowl XXXIV, con los colores de St. Louis, Missouri.

## Resumen del partido
En el primer cuarto, los Rams con un gol de campo de Jeff Wilkins de veintisiete yardas abrían el marcador. Los Titans tuvieron su oportunidad de empatar el juego, pero Al Del Greco desvió su intento de gol de campo de cuarenta y siete yardas.
En el segundo cuarto Jeff Wilkins anotaría dos goles de campo de veintinueve y veintiocho yardas, respectivamente, para mandar a los Rams al descanso, arriba por 9-0. En el comienzo del tercer cuarto Todd Lyght le bloqueó un intento de gol de campo a Al Del Greco y de esta forma los Titans seguían sin anotar. Los Rams, en cambio, anotarían un touchdown con una recepción de Torry Holt, tras un pase de nueve yardas de Kurt Warner. Sin embargo los Titans reaccionaron con una anotación de Eddie George con una carrera de una yarda, aunque fallaron la conversión de dos puntos. En el último cuarto Eddie George con una carrera de dos yardas anotaría nuevamente para los Titans.
Con más de dos minutos en el último cuarto, Al Del Greco igualó el marcador con un gol de campo de cuarenta y tres yardas. Pero una jugada después Kurt Warner conectó un pase de setenta y tres yardas con Isaac Bruce que llevó hasta la zona de anotación. Los Titans en su última serie ofensiva llegaron hasta la yarda décima de los Rams, con seis segundos por jugar y sin tiempos muertos.
El Super Bowl XXXIV fue una final típica para explicar la pasión que sienten por el fútbol americano millones de personas, la mayoría dentro de Estados Unidos, pero con nuevos seguidores año tras año. Una Super Bowl que con seis segundos en juego, mantenía la incógnita acerca del vencedor. Una situación que se da decenas de veces en una temporada regular, pero que en los playoffs, y sobre todo en la Super Bowl, constituye la fascinación por el juego: la incertidumbre hasta el último instante.

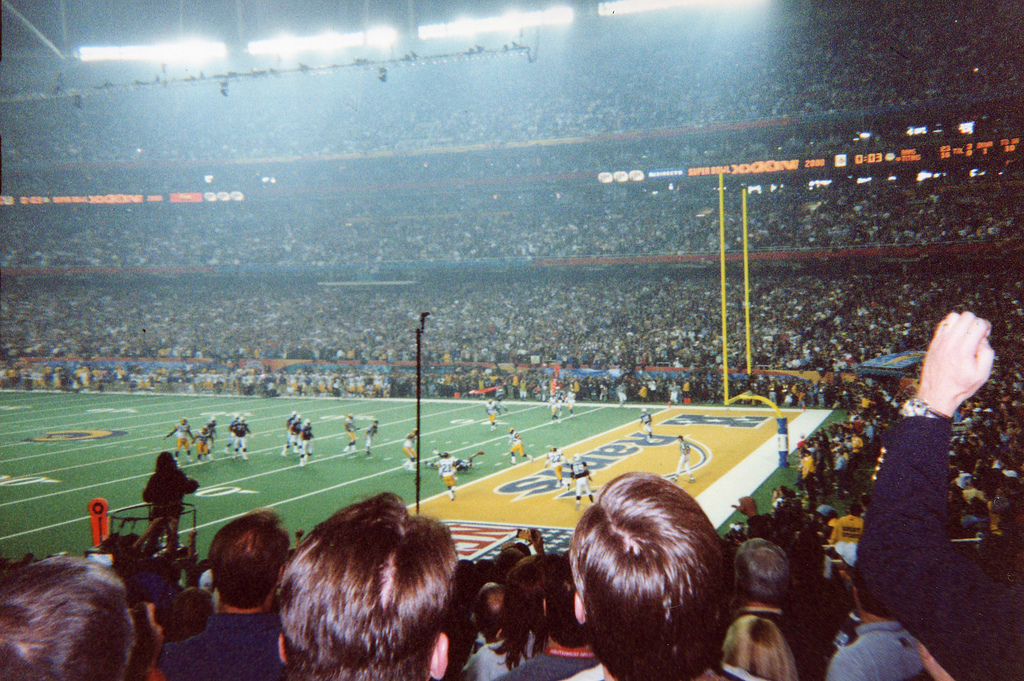
Última jugada.

El mariscal de los Titans Steve McNair, en la última jugada del juego, envió un pase rápido para Kevin Dyson quien atrapó el balón en la yarda número tres. Mike Jones, (en la gran jugada defensiva de su historia profesional) lo detuvo en la yarda primera; Dyson estiró su cuerpo todo lo que la naturaleza le permitió. La imagen final es la de dos jugadores en la plenitud deportiva: Jones con la espalda contra el césped, aferrado al cuerpo del rival. Dyson con la mano derecha extendida y suspendida en el aire, a media yarda de la victoria. Final. Los St. Louis Rams ganaron su primer título de Super Bowl. 
El jugador más valioso fue Kurt Warner que lanzó para cuatrocientas catorce yardas (récord en un Super Bowl). E incluso los Tennessee Titans, aún hoy encuentran algo positivo en aquella derrota: fueron el primer equipo en igualar una desventaja de dieciséis puntos, durante una Super Bowl.